# Élections législatives de 1919 en Charente-Inférieure
Les élections législatives de 1919 ont eu lieu le 16 novembre 1919.

## Élus
|   | Député élu                  |  | Groupe parlementaire                 |
| - | --------------------------- |  | ------------------------------------ |
| 1 | Jules Bertrand              |  | Entente républicaine et démocratique |
| 2 | Gaston Le Provost de Launay |  | Action républicaine et sociale       |
| 3 | Pierre Taittinger           |  | Action républicaine et sociale       |
| 4 | Clément Villeneau           |  | Action républicaine et sociale       |
| 5 | Pierre Voyer                |  | Action républicaine et sociale       |
| 6 | Jean-Octave Lauraine        |  | Gauche républicaine et démocratique  |
| 7 | Ernest Albert-Favre         |  | Gauche républicaine et démocratique  |

## Résultats à l'échelle du département

### Par listes
| Listes         | Listes                               | Premier tour | Premier tour | Sièges |
| Listes         | Listes                               | Voix         | %            | Sièges |
| -------------- | ------------------------------------ | ------------ | ------------ | ------ |
|                | Liste d'Union républicaine nationale | 36 365       | 40,75        | 5      |
|                | Liste républicaine                   | 34 476       | 39,93        | 2      |
|                | Liste socialiste unifiée             | 12 587       | 14,10        | 0      |
|                | Divers                               | 5 856        | 6,56         | 0      |
|                |                                      |              |              |        |
| Inscrits       | Inscrits                             | 134 646      | 100,00       | 7      |
| Votants        | Votants                              | 92 220       | 68,49        |        |
| Abstention     | Abstention                           | 42 426       | 31,51        |        |
| Blancs et nuls | Blancs et nuls                       | 2 971        | 3,22         |        |
| Exprimés       | Exprimés                             | 89 249       | 96,78        |        |

### Par candidats
| Candidat       | Candidat                    | Tendance            | Voix    | %      |
| -------------- | --------------------------- | ------------------- | ------- | ------ |
|                | Jules Bertrand              | ARD                 | 37 122  | 44,9   |
|                | Gourbeil                    | FR                  | 36 303  | 43,9   |
|                | Gaston Le Provost de Launay | Droite              | 36 447  | 44,1   |
|                | De Lestrange                | FR                  | 35 578  | 43,0   |
|                | Pierre Taittinger           | Droite              | 37 727  | 45,6   |
|                | Clément Villeneau           | ALP                 | 37 683  | 45,6   |
|                | Pierre Voyer                | ARD                 | 36 492  | 44,1   |
|                |                             |                     |         |        |
|                | Jean-Octave Lauraine        | Radical indépendant | 35 140  | 42,5   |
|                | Ernest Albert-Favre         | Radical indépendant | 35 851  | 43,4   |
|                | André Hesse                 | PRRRS               | 34 396  | 41,6   |
|                | Jean Coyrard                | PRRRS               | 34 134  | 41,3   |
|                | William Bertrand            | PRRRS               | 34 152  | 41,3   |
|                | Maurice Palmade             | PRRRS               | 34 552  | 41,8   |
|                | James Sclafer               | PRRRS               | 34 598  | 41,8   |
|                |                             |                     |         |        |
|                | Louis Bernard               | SFIO                | 12 923  | 15,6   |
|                | Eliacin Bouet               | SFIO                | 12 297  | 14,9   |
|                | Doublet                     | SFIO                | 12 455  | 15,1   |
|                | Foucaud                     | SFIO                | 12 144  | 14,7   |
|                | Poitevin                    | SFIO                | 12 529  | 15,2   |
|                | Édouard Pouzet              | SFIO                | 13 548  | 16,4   |
|                | Rey                         | SFIO                | 12 163  | 14,7   |
|                |                             |                     |         |        |
|                | Beneix                      | Divers              | 5 856   | 6,56   |
|                |                             |                     |         |        |
| Inscrits       | Inscrits                    | Inscrits            | 134 646 | 100,00 |
| Votants        | Votants                     | Votants             | 92 220  | 68,49  |
| Abstentions    | Abstentions                 | Abstentions         | 42 426  | 31,51  |
| Blancs et nuls | Blancs et nuls              | Blancs et nuls      | 2 971   | 2,22   |
| Exprimés       | Exprimés                    | Exprimés            | 89 249  | 96,78  |